# Wallerer Haus

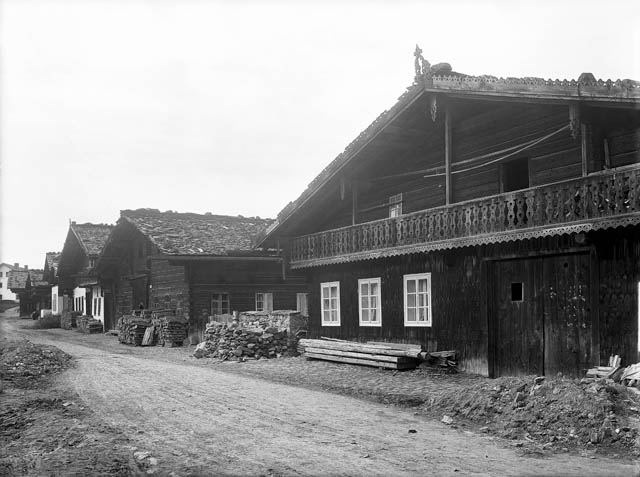
Wallerer Häuser (Aufnahme von Rudolf Bruner-Dvořák, 1900)

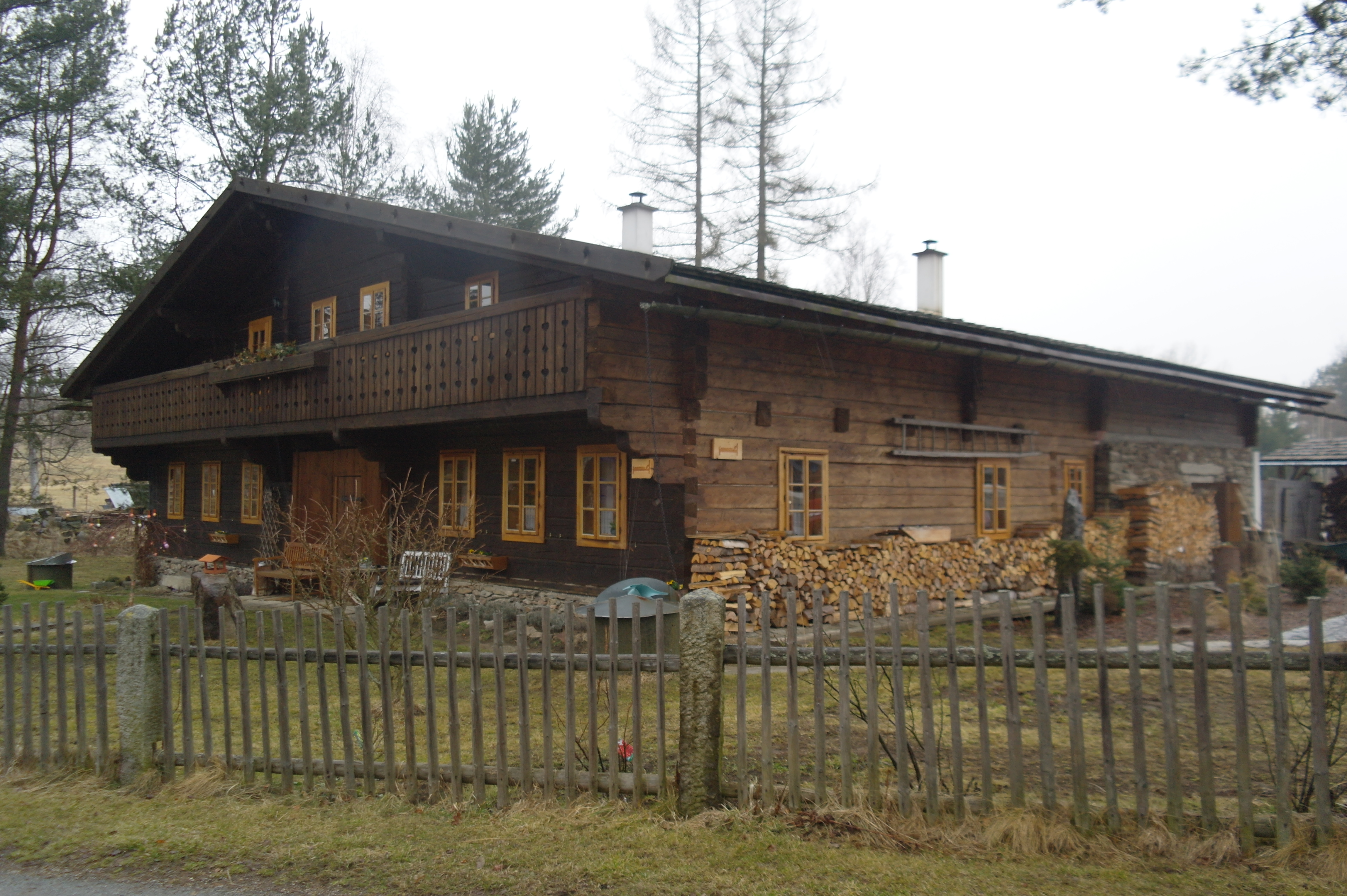
Wallerer Haus (čp. 159, 2018)

Wallerer Haus (tschechisch volarský dům bzw. volarský alpský dům) bezeichnet eine Bauart von Holzhäusern alpiner Bauweise (dům alpského typu) des 18. und 19. Jahrhunderts. Sie wurden in Wallern (heute Volary), einer Stadt in der Region Jihočeský kraj (Südböhmen) in Tschechien, errichtet.

## Geschichte
Wallern wurde 1359 erstmals urkundlich erwähnt und erhielt erst 1871 die Stadtrechte. Die ursprüngliche Siedlung entstand am Handelsweg des Goldenen Steigs im 13. und 14. Jahrhundert. Eine weitere Siedlungswelle fand im 16. und 17. Jahrhundert statt. Bergviehzüchter aus Tirol und der Steiermark brachten die traditionelle Bauart ihrer Häuser in den Böhmerwald. Sie ist in Tschechien einzigartig und im Vorkommen auf die Stadt Volary und das Nachbardorf Dobrá (Guthausen) beschränkt.
Zwischen 1856 und 1882 brachen in dem größtenteils aus Holzhäusern bestehenden Ort acht Großbrände aus. Im Juli 1863 zerstörte ein Großfeuer 59 Häuser. In der Folge wurden Neubauten mit Mauern aus Stein und Ziegeln errichtet. Nach der Vertreibung der Deutschen wurden in den 1950er Jahren einige Häuser als Brennholz verkauft. Die verbliebenen Häuser wurden 1958 als Kulturdenkmale unter Schutz gestellt. Die meisten stehen in einem Denkmalreservat (památková rezervace; ÚSKP 1074), das 1995 entlang des Baches Volarský potok (Langwiesenbach oder Schreinerbach) ausgewiesen wurde. Fast alle denkmalgeschützten Gebäude befinden sich in Privatbesitz und sind bewohnt oder werden als Ferienwohnungen vermietet.

## Beschreibung

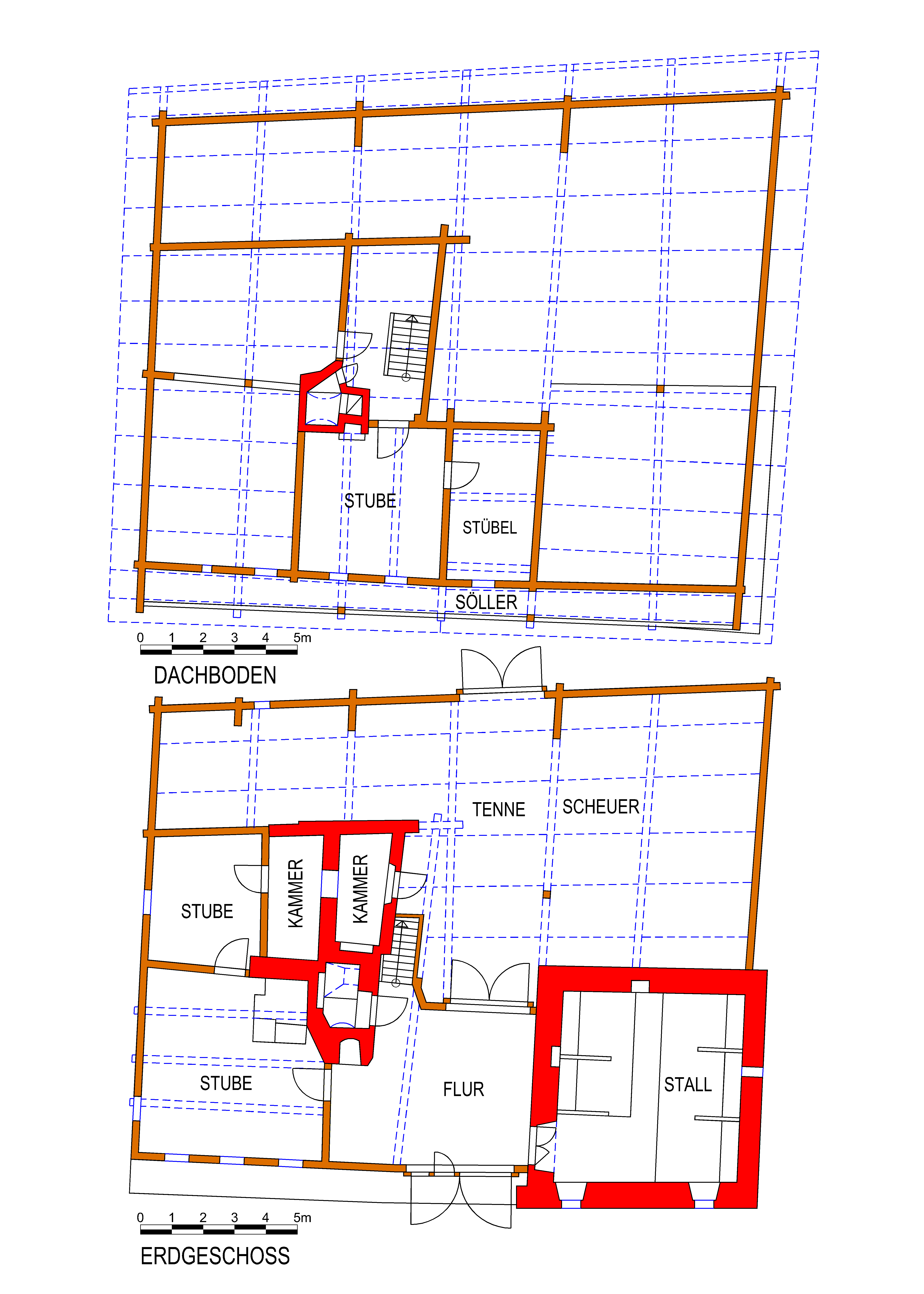
Volary, Haus čp. 42, Grundrisse (rot: gemauerte Wände)

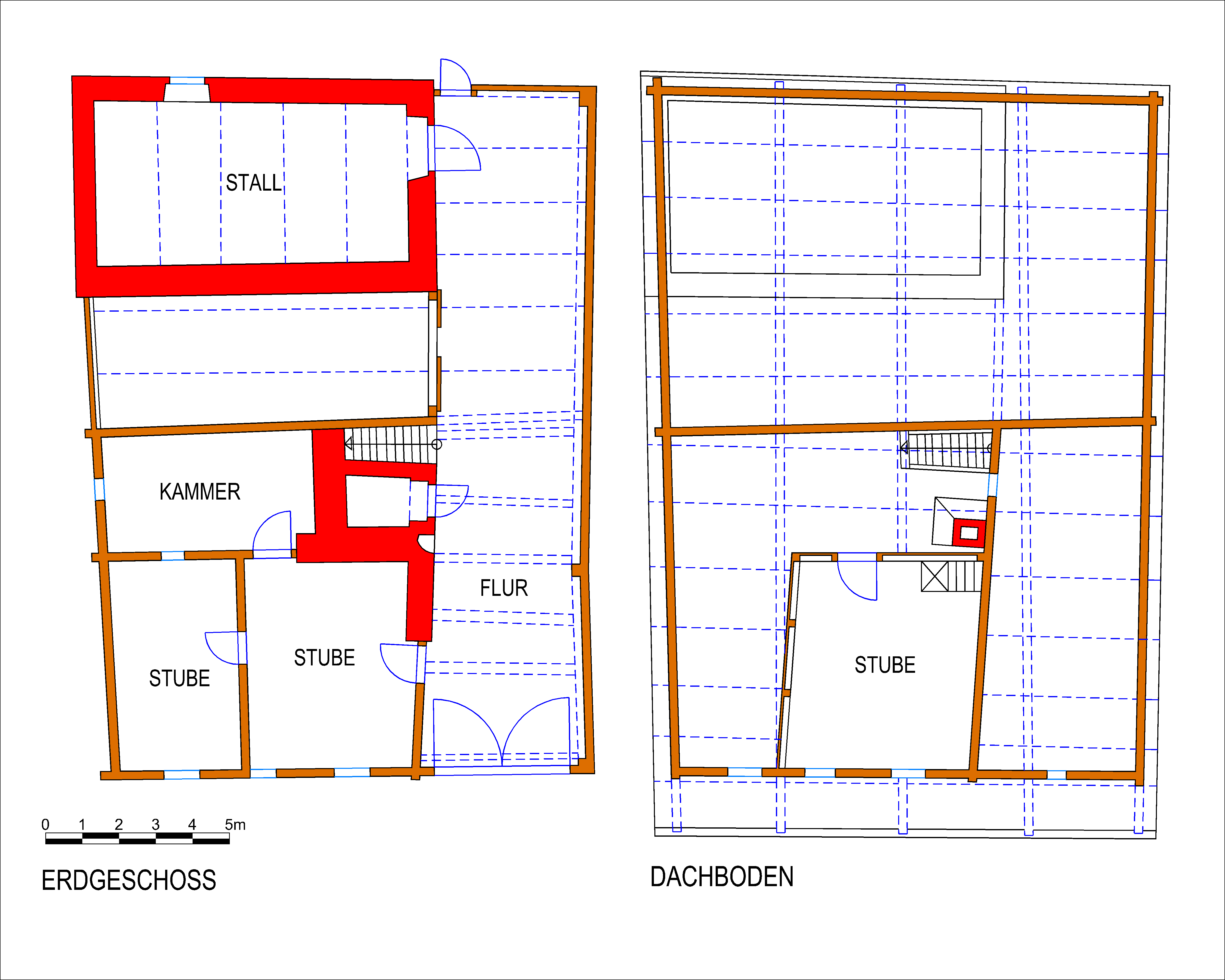
Volary, Haus čp. 50, Grundrisse (rot: gemauerte Wände)

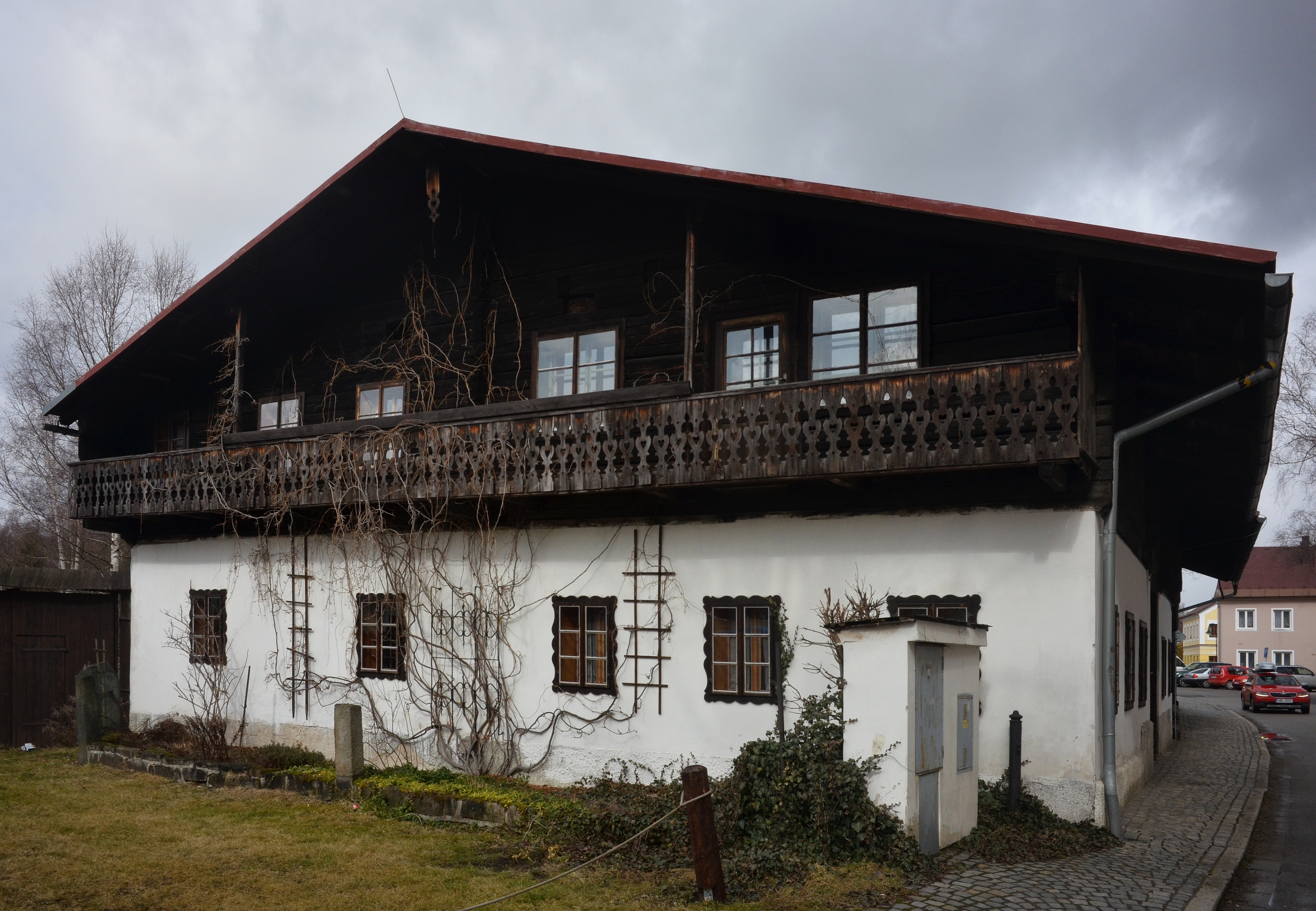
Stadtmuseum Volary, Haus čp. 70

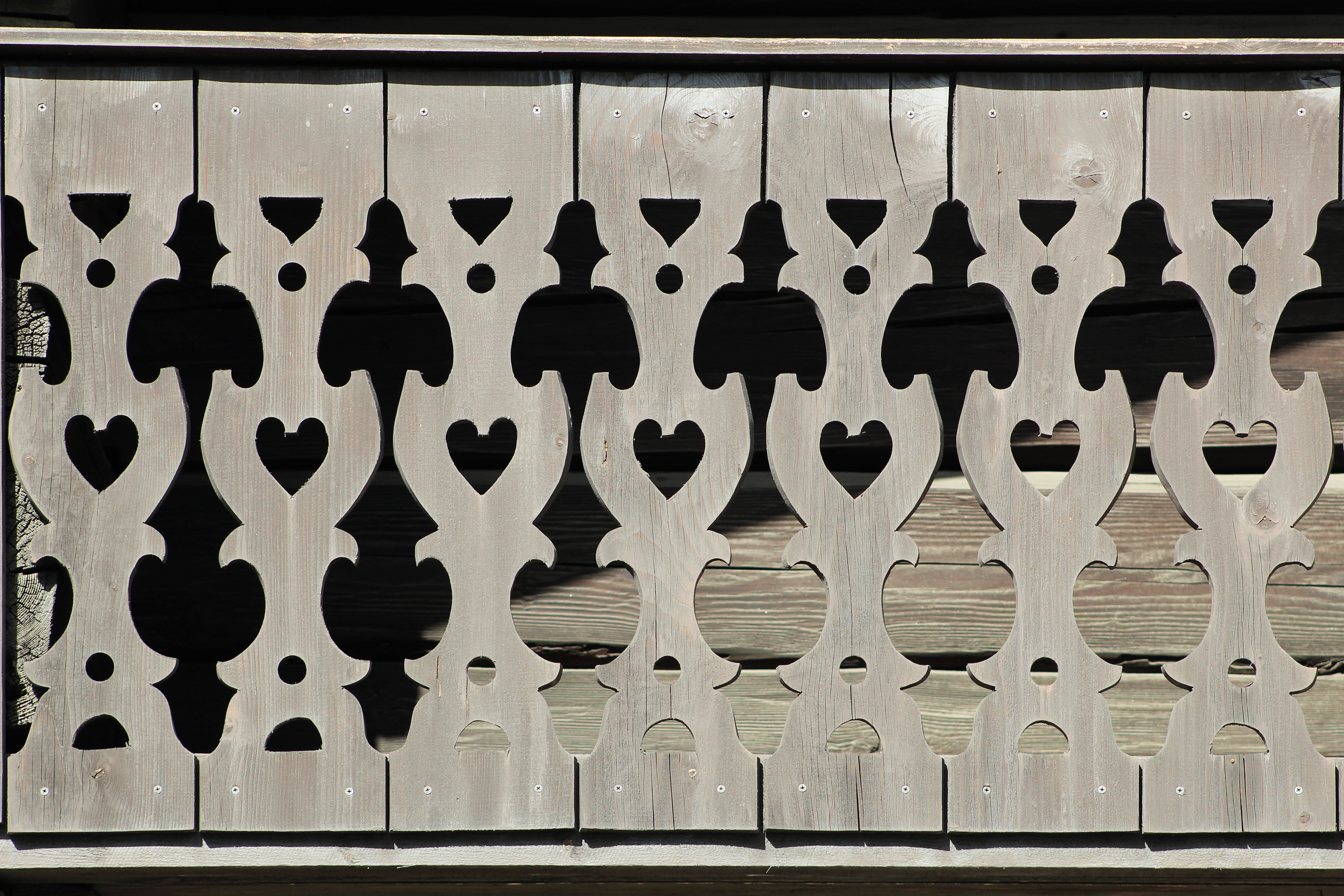
Zierbretter am Balkon

Da die Winter schneereich waren, musste die Viehpflege auch in der kalten Jahreszeit sichergestellt sein. Stall und Futterkammern befanden sich mit den Wohnbereichen unter einem Dach. Die Mitteltennenbauten sind 13 bis 20 Meter breit und hatten an der Schmalseite vorne das große Haustor und hinten das Stadeltor als Einfahrt für landwirtschaftliche Fuhrwerke. Andere Häuser hatten je nach Ortslage einen Querflur und Haustor mit der Einfahrt an der Längsseite. Das Stadeltor konnte bei Varianten dieser Bauart aber auch nach hinten oder zur Schmalseite hinausführen.
Der Böhmerwald lieferte das Baumaterial für die Blockbohlenhäuser. Die Balken wurden früher mit einem breiten Zimmermannsbeil behauen und zu späteren Zeiten gesägt. Die Eckverbindungen der Hauswände waren überwiegend gezinkt und selten verschränkt. Die Innenwände wurden in die Außenwände eingezapft und meist verputzt. Die weitausladenden Satteldächer mit geringer Neigung waren früher „Legbretterdächer“, bei denen die Dachdeckung mit Steinen beschwert wurde. Später wurde auch mit Holzschindeln eingedeckt, die heute fast alle durch Ziegel-, Schiefer- oder Blecheindeckungen ersetzt sind. Die West- und Straßenfassaden waren ebenfalls mit Schindeln als Wetterschutz bzw. zur Zierde verkleidet. Die Schindeln erhielten dann runde, geschwungene oder spitze Schmuckformen. Der Balkon im Dachgeschoss führte über die gesamte Breite des Hauses. Er wurde mit geschnitzten Balkonbrettern verkleidet.
Die große Stube und das kleinere Stübl lagen an der Südseite (oder Straßenseite) des Hauses, dahinter schlossen sich Kammern und die Küche an. An einem der Schornsteine war die Räucherkammer (Selch genannt) angebaut. Der Stall lag zentral an einer Seite des Hauses. Gegenüber lag die Futterkammer. Den rückwärtigen (nördlichen) Teil des Hauses bildeten Heustock, Strohstock, Stadel (Scheune) und die Holzlege. Unterkellert war nur der Wohnbereich. Der Keller und die Fundamente waren in Bruchsteinmauerwerk ausgeführt. Später wurden auch Teile des Wohnbereichs, die Küche und der Stall mit Mauern versehen. Nach dem großen Brand von 1863 wurde das gesamte Erdgeschoss oft in Mauerwerk ausgeführt. Zu den landwirtschaftlichen Anwesen gehörten noch weitere Bauten aus Holz: Nebengebäude, Scheunen und Unterstellmöglichkeiten für Gerät. Auf den Wiesen gab es Heustadel, in denen das Heu bei Unwettern rasch eingebracht werden konnte. Sie dienten beim Heumachen und nach dem großen Brand auch als Notunterkunft.

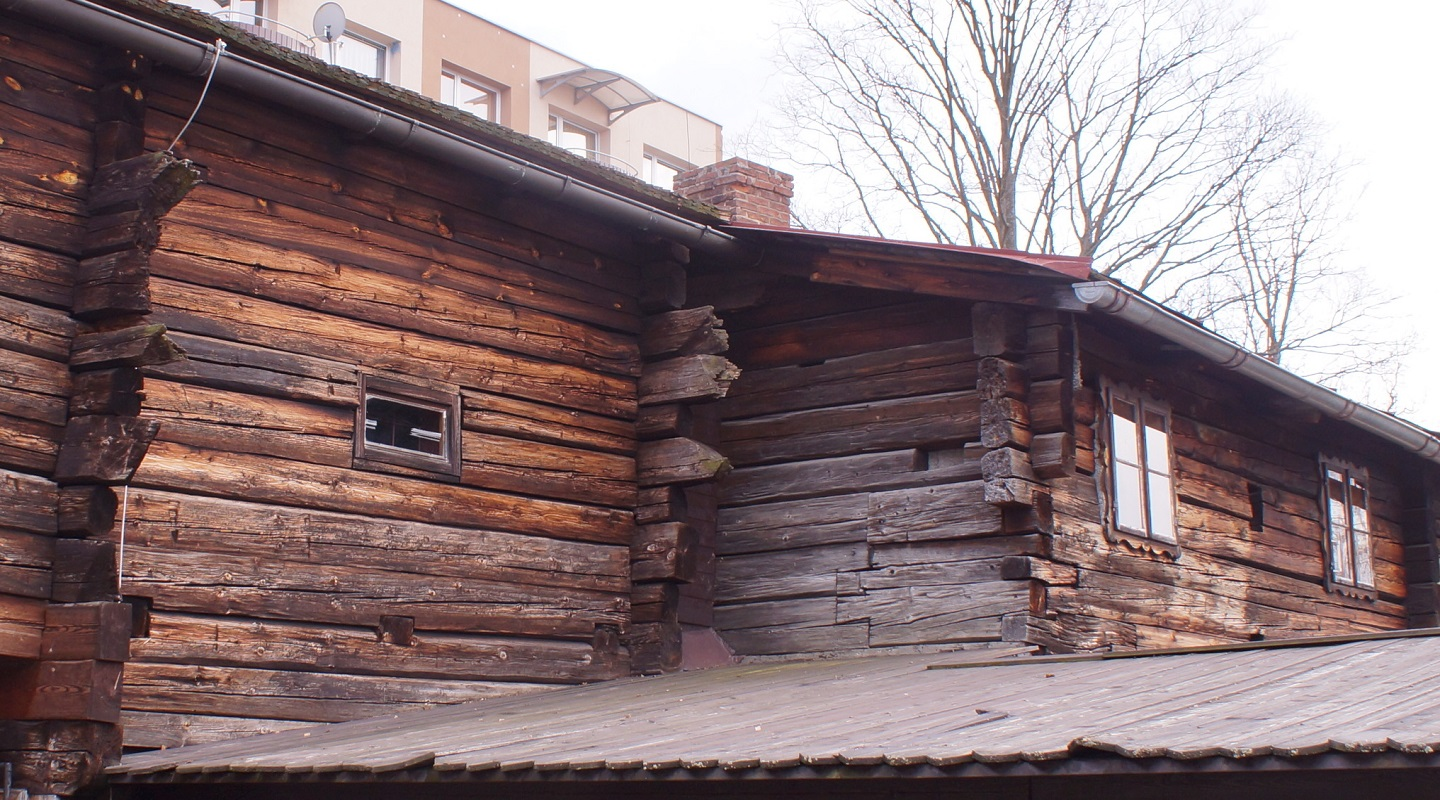
Rückseite von zwei Häusern
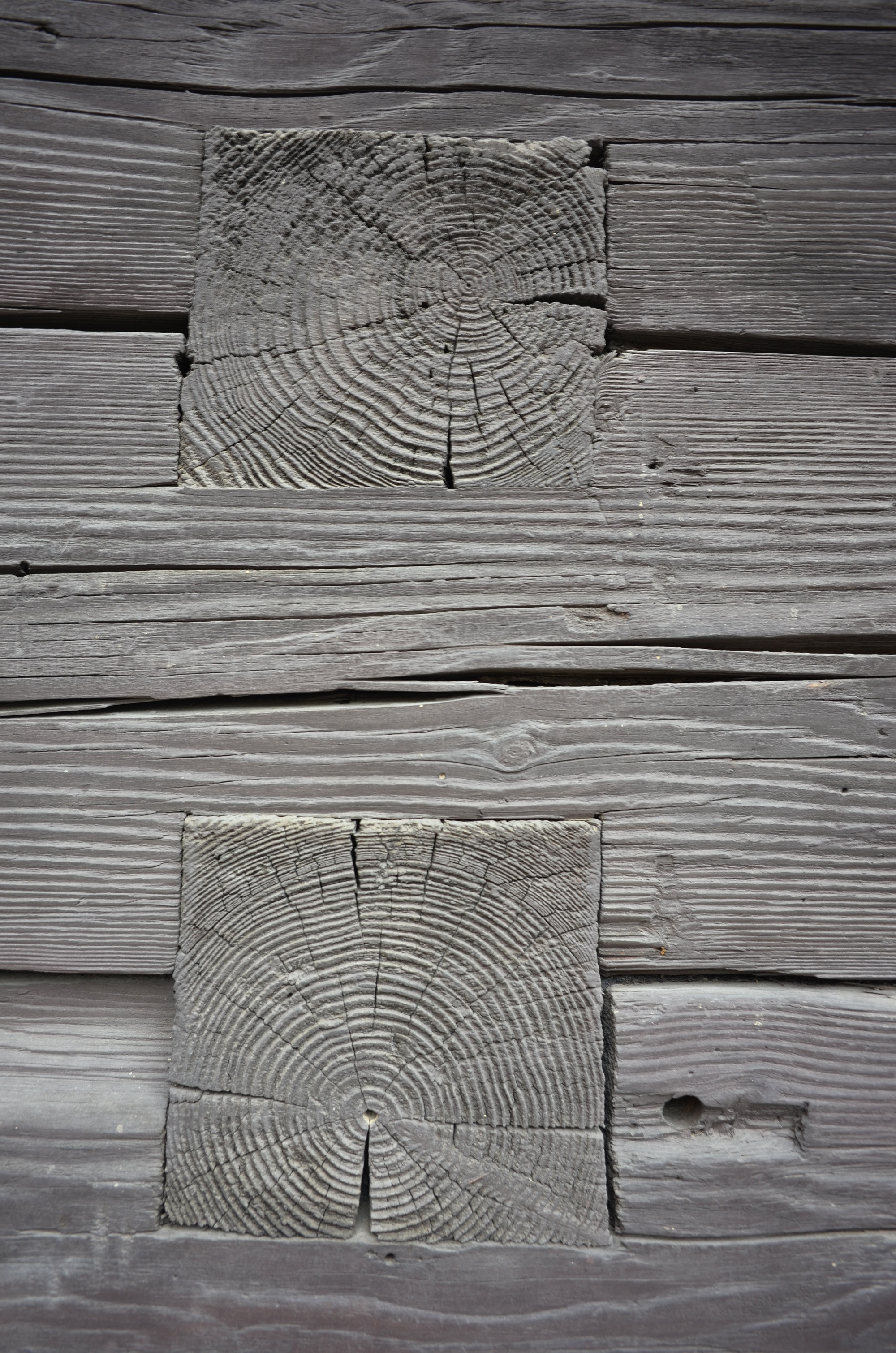
Holzverbindung
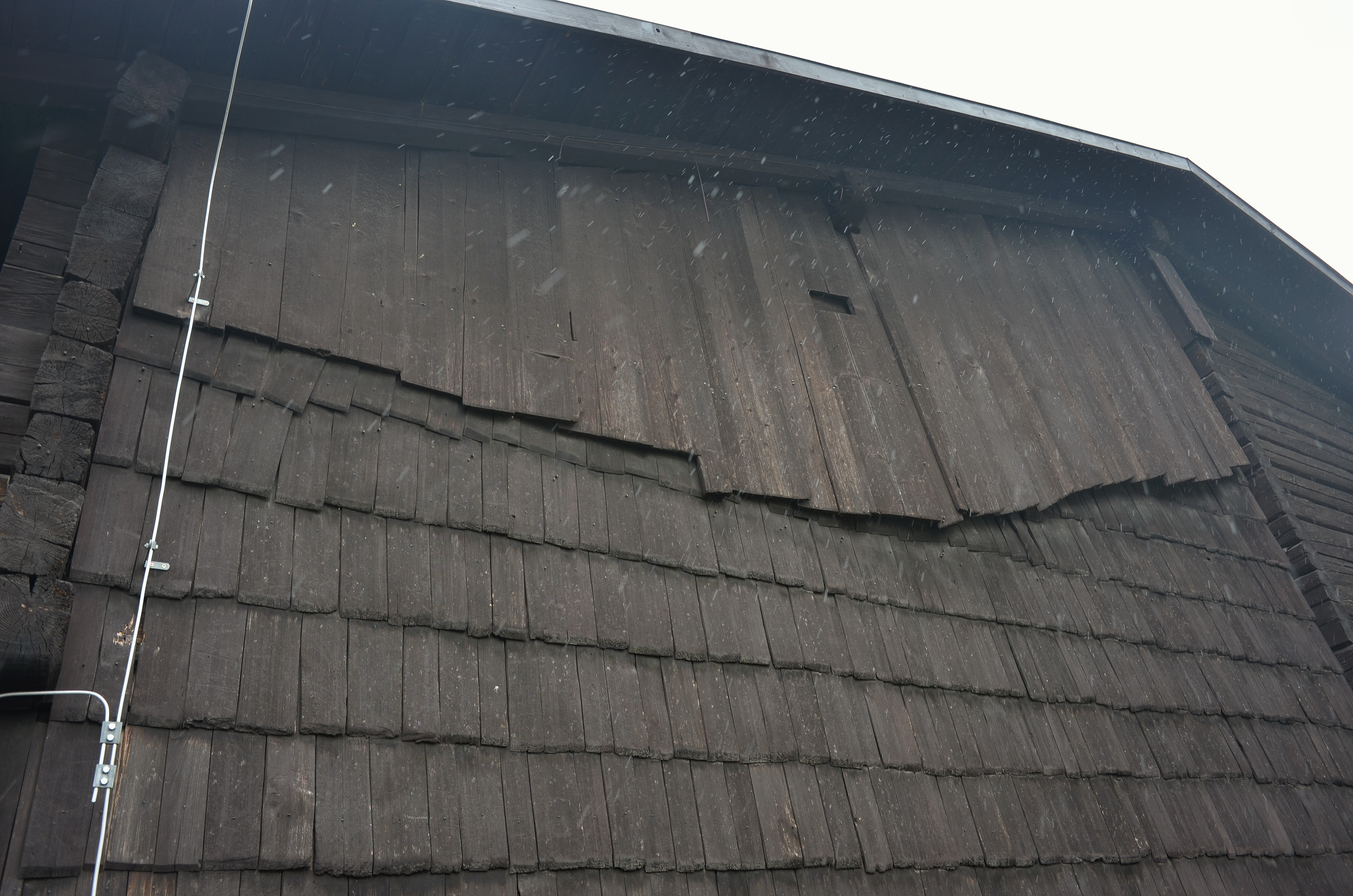
Verschindelte Wetterseite